# Борго Мартињаго Басо (Тревизо)
Борго Мартињаго Басо је насеље у Италији у округу Тревизо, региону Венето.
Према процени из 2011. у насељу је живело 81 становника. Насеље се налази на надморској висини од 85 м.